# Uthyman
Uthyman (też: Utheman, niem. Uthemann) – część dzielnicy Szopienice-Burowiec w Katowicach. Są to tereny dawnej Huty Metali Nieżelaznych „Szopienice”. Nosiła ona imię Antona Uthemanna, czym dała nazwę tej części dzielnicy. Tereny Uthymana ograniczone są od północy i wschodu liniami kolejowymi, natomiast od południa i zachodu graniczy on z kolonią Wilhelmina. 
Hutę „Uthemann” wraz z prażalnią sfalerytu „Saeger” otwarto w roku 1912. Z czasem pomiędzy hutami „Wilhelmina” i „Uthemann” powstały hałdy. Pod koniec lat 40. XX wieku huta uruchomiła wydział rafinerii miedzi natomiast w latach 50. produkcję srebra i ciekłego dwutlenku siarki. Od 1970 do 1978 roku na terenie dawnych hałd budowano walcownie miedzi.